# Льянос-дель-Каудільйо
Льянос-дель-Каудільйо (ісп. Llanos del Caudillo) — муніципалітет в Іспанії, у складі автономної спільноти Кастилія-Ла-Манча, у провінції Сьюдад-Реаль. Населення — 724 особи (2010).
Муніципалітет розташований на відстані близько 150 км на південь від Мадрида, 50 км на схід від Сьюдад-Реаля.

## Демографія
Динаміка населення (INE ):

## Галерея зображень

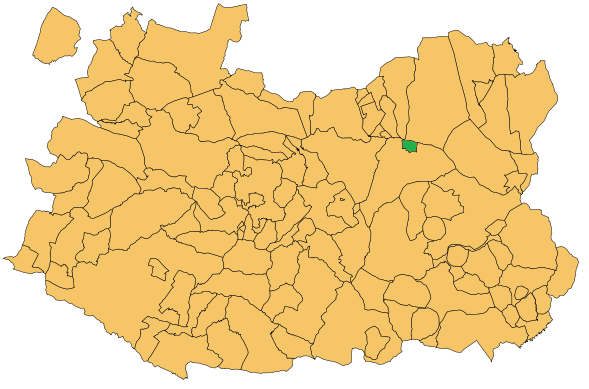
Розташування муніципалітету у провінції Сьюдад-Реаль